# Stensjön (Västra Skedvi socken, Västmanland)
Stensjön är en sjö i Köpings kommun i Västmanland och ingår i Norrströms huvudavrinningsområde.